# Свети Георги (Чанаклия)
Вижте пояснителната страница за други значения на Свети Георги.
„Свети Георги“ (на македонска литературна норма: „Свети Ѓорѓи“) е източнокатолическа църква в струмишкото село Нова махала (Нова Маала), Северна Македония. Църквата е част от източнокатолическата Струмишко-Скопска епархия.
Енорията е основана в 1914 година, след като българите униати от Кукушко са прогонени от гръцката войска по време на Междусъюзническата война в 1913 година и се установяват в Струмишко, което остава в България. Темелният камък на сегашния храме поставен на 26 юли 1989 година и църквата е осветена на 6 май 1990 година.
„Свети Георги“ е параклис на енорийския храм „Успение Богородично“ в съседното село Нова махала.